# Santa Rosa de Lima (Guatemala)
Pour les articles homonymes, voir Santa Rosa de Lima.
Santa Rosa de Lima est une municipalité du département de Santa Rosa, au Guatemala.

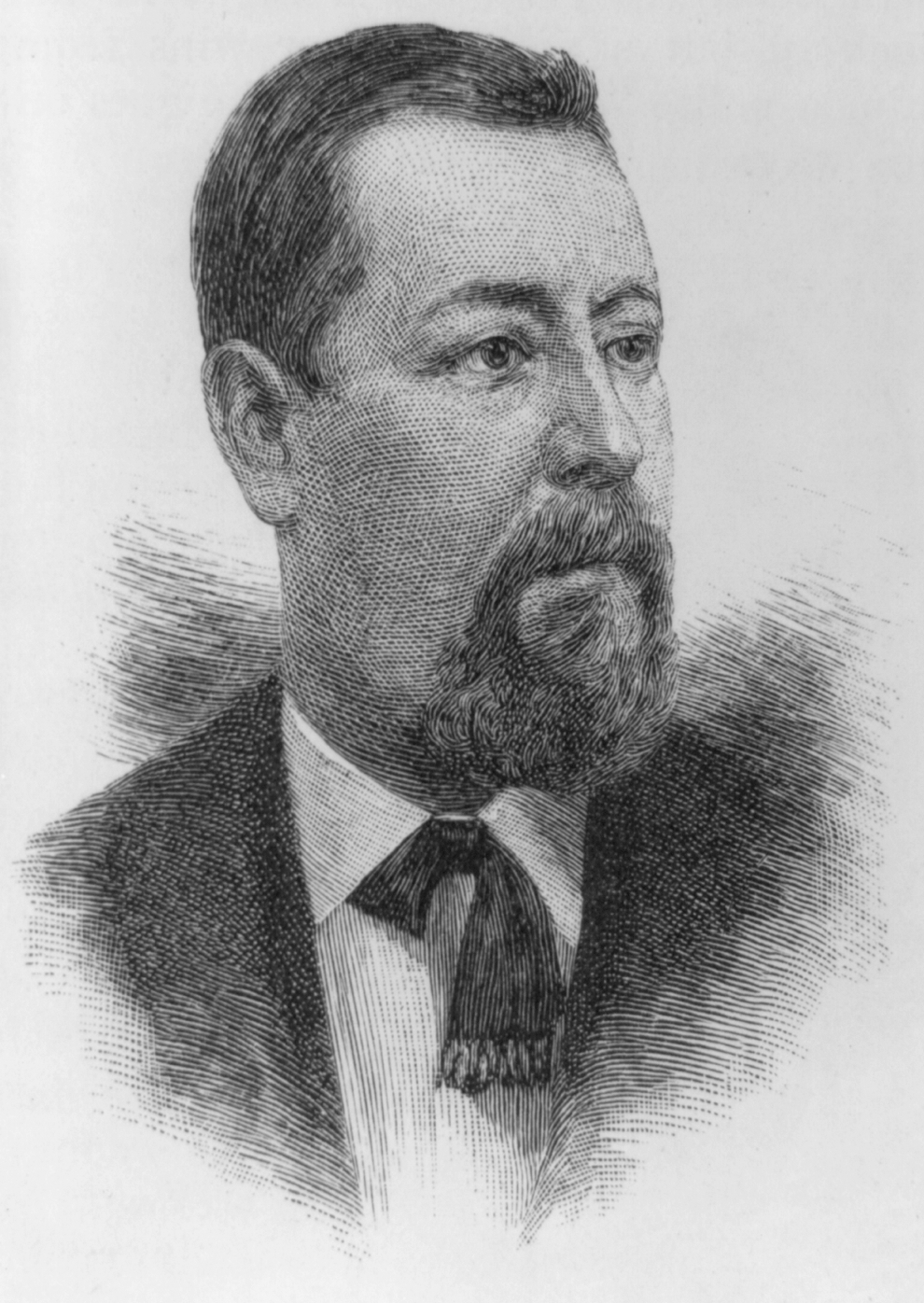
Général Justo Rufino Barrios